# Ключи-Сап
 Ключи́-Сап (тат. Чишмәле Сап, Çişmäle Sap) — село в Атнинском районе Татарстана. Входит в состав Новошашинского сельского поселения.

## География
Находится в северо-западной части Татарстана, в бассейне реки Шора, в 31 км к северу от районного центра — села Большая Атня.

## История
Село было основано во второй половине XVIII века. Первоначальное название — По Ключу Сап.
До 1860-х годов жители относились к сословию государственных крестьян. Основные занятия жителей в этот период — земледелие и скотоводство.
В «Списке населённых мест Российской империи», изданном в 1866 году по сведениям 1859 года, населённый пункт упомянут как казённая деревня По ключу Сап (Сап-баш) Царёвококшайского уезда Казанской губернии (2-го стана). Располагалась по просёлочной дороге, при речке Сапе, в 133 верстах от уездного города Царёвококшайска и в 32 верстах от становой квартиры в казённой деревне Уразлино (Казаклар). В деревне, в 47 дворах проживали 304 человека (159 мужчин и 145 женщин), была мечеть.
В 1907 году купцы Яушевы из Троицка Оренбургской губернии выделили 5000 рублей на сооружение мечети деревни Ключи-Сап. Была построена двухэтажная мечеть (действовала до 1948 г., позже в здании был размещен клуб).
В начале XX века в селе действовали мечеть, 3 ветряные мельницы, кузница, крупообдирка, 4 мелочные лавки. В этот период земельный надел сельской общины составлял 1366,4 десятины.
До 1920 года село входило в Шиньшинскую волость Царёвококшайского (с 1919 г. — Краснококшайский) уезда Казанской губернии. С 1920 года в составе Арского кантона ТАССР. С 10 августа 1930 года в Тукаевском, с 10 февраля 1935 года в Кзыл-Юлском, с 12 октября 1959 года в Тукаевском, с 1 февраля 1963 года в Арском, с 25 октября 1990 года в Атнинском районах.
В годы коллективизации в селе был организован первый колхоз.

## Население
| 1859 | 1897 | 1908 | 1926 | 1938 | 1949 | 1958 | 1970 | 1979 | 1989 | 2002 | 2010 | 2015 |
| ---- | ---- | ---- | ---- | ---- | ---- | ---- | ---- | ---- | ---- | ---- | ---- | ---- |
| 304  | 551  | 695  | 818  | 724  | 486  | 524  | 548  | 467  | 373  | 331  | 305  | 311  |

Национальный состав села — татары.

## Экономика
Жители работают в сельскохозяйственном производственном кооперативе «Тан», занимаются полеводством и мясо-молочным скотоводством.

## Инфраструктура
В селе действуют начальная школа (с 1922 г.), клуб, библиотека, фельдшерско-акушерский пункт.

## Религия
В 2006 году была построена мечеть «Габделбарый».